# Hinukh
Le hinukh est une langue caucasienne. Elle fait partie du sous-groupe tsez de la famille des langues nakho-daghestaniennes.
Le hinukh est parlé par environ 550 personnes dans le district de Tsunta au Daghestan. 
La langue n'est pas écrite. D'autres langues sont en usage dans la communauté hinukh : le lezguien, l'avar, le russe mais aussi le bezhta.

## Phonologie
Les consonnes et les voyelles du hinukh sont les suivantes.

### Système consonantique
|              | Bilabiale                  | Dentale                    | Latérale              | Palatale             | Vélaire                    | Uvulaire         | Pharyngale        | Glottale |
| ------------ | -------------------------- | -------------------------- | --------------------- | -------------------- | -------------------------- | ---------------- | ----------------- | -------- |
| Occlusive    | [p] [b] [pʼ] p b pʼ п б пI | [t] [d] [tʼ] t d tʼ т д тI |                       |                      | [k] [ɡ] [kʼ] k g kʼ к г кI | [qʼ] qʼ къ       |                   | [ʔ] ʔ ъ  |
| Fricative    |                            | [s] [z] s z с з            | [ɬ] ł лъ              | [ʃ] [ʒ] š ž ш ж      |                            | [x] [ɣ] x ɣ х гъ | [ħ] [ʕ] ħ ʕ хI гI | [h] h гь |
| Affriquée    |                            | [t͡s] c ц                   | [t͡ɬ] [t͡ɬʼ] ƛ ƛʼ лI кь | [t͡ʃ] [t͡ʃʼ] č čʼ ч чI |                            | [q͡χ] q хъ        |                   |          |
| Nasale       | [m] m м                    | [n] n н                    |                       |                      |                            |                  |                   |          |
| Liquide      |                            | [r] r р                    | [l] l л               |                      |                            |                  |                   |          |
| Semi-voyelle | [w] w в                    |                            |                       | [j] j й              |                            |                  |                   |          |

### Système vocalique
Le hinukh compte 11 voyelles :
- orales : [a] [e] [i] [o] [u]
- orales longues : [aː] [eː] [iː [oː]  [uː]
- labiale : [y]
- Les voyelles peuvent aussi être pharyngalisées : [aˤ]

## Morphologie

### Classes nominales
Comme de nombreuses langues nakho-daghestaniennes, le hinukh organise le nom selon des classes nominales, au nombre de cinq :
- Classe I : humains masculins.
- Classe II : humains féminins.
- Classe III : animaux et êtres mythologiques
- Classes IV et V : inanimés

## Sources
- [Khalilov et Isakov 1999] (ru) M.Ш. Хaлилoв et Н.А. Исаков, « Гинухский язык », dans Языки мира, Кавказские яазыки, Moscou, Izd. Academia,‎ 1999, 331-339 p. (ISBN 5-87444-079-8)